# Ітешть
Ітешть, Ітешті (рум. Itești) — село у повіті Бакеу в Румунії. Входить до складу комуни Ітешть.
Село розташоване на відстані 253 км на північ від Бухареста, 9 км на північний захід від Бакеу, 78 км на південний захід від Ясс, 147 км на північний схід від Брашова.

## Населення
За даними перепису населення 2002 року у селі проживали 833 особи, з них 827 осіб (99,3%) румунів. Рідною мовою 827 осіб (99,3%) назвали румунську.